# Ahuacatlán, Puebla
Ahuacatlán là một đô thị thuộc bang Puebla, México. Năm 2005, dân số của đô thị này là 13745 người.